# Michel Authier
Pour les articles homonymes, voir Authier (homonymie).
 (mai 2016).
Si vous disposez d'ouvrages ou d'articles de référence ou si vous connaissez des sites web de qualité traitant du thème abordé ici, merci de compléter l'article en donnant les références utiles à sa vérifiabilité et en les liant à la section « Notes et références ».
Michel Authier (né en 1949) est un mathématicien, philosophe et sociologue français. Il a été le président puis le directeur scientifique de la société Trivium qu'il a cofondée en 1992 avec Michel Serres et Pierre Lévy. Cette société a développé et commercialisé le logiciel de gestion du capital humain « See-K».
Michel Authier est également l'inventeur des arbres de connaissances. Auteur de plusieurs ouvrages, Michel Authier a été notamment enseignant à l'Université de Paris VIII, la Sorbonne, etc., chercheur, chargé de mission auprès du Premier ministre, expert auprès de l'Unesco et de l'OMS.
En sociologie, ses contributions ont porté sur l'analyse institutionnelle. Ses recherches actuelles, dans le cadre de la société Mugeco (Mutuelle Générale des Connaissances) portent sur une théorie de la valeur non quantifiable, basée sur les concepts de "sens" et de "forme". Cette théorie permettrait de créer des représentations  esthétiques valorisant l'humain individuellement et collectivement aussi bien dans le champ de l'économie que dans ceux de l'éducation, du social ou de la culture.

## Publications

### Œuvres
- L'analyse institutionnelle, Paris, Presses universitaires de France, «Que sais-je ?», 1981 (avec Rémi Hess).
- Pays de connaissances, Monaco, Éditions Du Rocher, 1998.
- Les arbres de connaissances, Paris, La Découverte, 2007 (avec Pierre Lévy).

### Articles
- Michel Authier et Pierre Lévy, « Pour une gestion globale de l'évaluation des compétences», Sciences et techniques éducatives, vol. 1, no 2, 1994, p. 223-236 (lire en ligne, consulté le 20 novembre 2024).
- Michel Authier, «Archimedes: The Scientist’s Canon», in A History of Scientific Thought: Elements of a HIstory of Science, edited by Michel Serres, 1995, p. 124-159.